# Jeffrey Sebelia
Jeffrey Sebelia, född 3 maj 1970, är en amerikansk kläddesigner och grundaren av klädmärket Cosa Nostra. Jeffrey vann den tredje säsongen av  Project Runway år 2006.